# Символи Наґої
Си́мволи Наґо́ї — особливі знаки та об'єкти, що уособлюють місто Наґоя й офіційно використовуються міською владою для ідентифікації. До них належать емблема, прапор, квітка, дерево і гімн Наґої. Зображення символів широко використовуються в офіційній документації, рухомому і нерухомому майні міста.

## Опис
| Емблема Наґої — ієрогліф 八 («вісім») поміщений в коло. Це давня позначка бічної гілки роду Токуґава з провінції Оварі, середньовічних володарів міста. В японській міфології число вісім є уособлює нескінченність, тому позначка є кодованим побажання нескінченного розвитку і процвітання Наґої. Емблема була затверджена у жовтні 1907 року. |
| Прапор Наґої — полотнище білого кольору, сторони якого співвідносяться як 2 до 3. В центрі полотнища розміщена емблема міста червоного кольору. |
| Квітка Наґої — лілія. Її було вибрано у 1950 року серед сотні квіток-кандидатів шляхом масштабного опитування мешканців міста. |
| Дерево Наґої — Камфорне дерево. Воно росте у багатьох місцях мегаполісу і є обов'язковим супутником японських святинь, зокрема святилища Ацута. Камфорне деерво було затверджено міським символом у 1972 році шляхом всеміського референдуму. |